# Dekanat Strzyżów
Dekanat Strzyżów – dekanat diecezji rzeszowskiej składający się z 11 parafii:
- Dobrzechów, Parafia Świętego Stanisława Biskupa
- Glinik Zaborowski, Parafia Matki Boskiej Częstochowskiej
- Godowa, Parafia Świętego Krzysztofa
- Grodzisko Strzyżowskie, Parafia Niepokalanego Serca Najświętszej Maryi Panny i Świętego Stanisława Kostki
- Krasna, Parafia Niepokalanego Serca Najświętszej Maryi Panny
- Strzyżów, Parafia Niepokalanego Poczęcia Najświętszej Maryi Panny
- Strzyżów, Parafia Świętego Józefa Sebastiana Pelczara
- Wysoka Strzyżowska, Parafia Świętego Józefa
- Zaborów, Parafia Matki Bożej Królowej Polski
- Żarnowa, Parafia Świętego Maksymiliana Kolbego
- Żyznów, Parafia Przemienienia Pańskiego